# Darwin's Game
Darwin's Game (ダーウィンズゲーム Dāwinzu Gēmu?, lit. El juego de Darwin) es un manga escrito e ilustrado por FLIPFLOPs (Shū Miyama y Yūki Takahata). Comenzó su serialización en la revista Bessatsu Shōnen Champion de la editorial Akita Shoten desde el 7 de junio de 2013, siendo compilada en 30 volúmenes tankōbon hasta la fecha.
Una adaptación al anime producida por el estudio Nexus comenzó a emitirse desde el 3 de enero de 2020. publicada en Netflix y otras redes. Contando con una temporada de 12 capítulos

## Sinopsis
Kaname Sudou es un joven de 17 años que vive una vida normal y corriente. Un día recibe un misterioso correo electrónico de su amigo Kyōda, en el que lo invita a unirse a un juego: Darwin's Game. Convencido de que era un juego simple, Kaname decide jugar. Tan pronto como comienza su primera batalla es contra Banda-Kun, pero rápidamente se da cuenta de que este no es un juego normal como creía, sino un juego mortal. Después de haber derrotado a su primer oponente, se encuentra con Shuka, una jugadora muy fuerte que lo desafía de inmediato. Después de descubrir cómo usar el Sigil y derrotar a Shuka, los dos deciden formar un equipo.
Durante el evento "Treasure Hunt in Shibuya", Kaname y Shuka conocerán a Ryūji, Rain Kashiwagi y a Sui, todos juntos unirán fuerzas para completar el evento y enfrentarse a One, el líder del clan más sangriento de todo D-Game.
Al derrotar a One en "Treasure Hunt" y encontrar el "tesoro", Kaname logra ponerse en contacto con los Administradores de D-Game, quienes le revelan cómo completar el juego, además de otorgarle un privilegio particular. Un mes después del evento en Shibuya, Kaname creó su clan, "The Sunset Raven", cuyo objetivo es completar el juego (evitando matar) y contrarrestar la fuerza aterradora de One. Kaname entrena en el gimnasio de Danjou, líder del clan "Danjou Boxing Club". Durante un enfrentamiento amistoso entre los líderes del clan, Kaname conoce a Liu Xuelan. La mujer secuestra a Kaname porque quiere que él se convierta en el padre de sus hijos y continúe con el linaje Xuelan. Kaname desafía a la mujer y después de derrotarla, la recibe en el Clan.
Mientras tanto, One secuestra y tortura al mejor amigo de Kaname, con la esperanza de que el líder de "Sunset Raven" se presente y pelee. Con la muerte del mejor amigo, Kaname y Ryūji logran exterminar al Clan Ocho mientras Shuka logra arrinconar a Uno.
Derrotado también, gracias al Juego terminado, "The Sunset Raven" se convierte en uno de los clanes más fuertes e influyentes de Darwin's Game; lo suficiente como para atraer la atención de otros clanes y administradores de juegos.

## Personajes
Kaname Sudō (須藤要 Sudō Kaname?)
Seiyū: Yūsuke Kobayashi
Shuka Karino (狩野朱歌 Karino Shuka?)
Seiyū: Reina Ueda
Rain Kashiwagi (柏木鈴音 Kashiwagi Rain?)
Seiyū: Nichika Ōmori
Ryūji Maesaka (前坂隆二 Maesaka Ryūji?)
Seiyū: Taku Yashiro
Sui/Sōta (スイ/ソータ?)
Seiyū: Yumiri Hanamori
Hamada (スイ/ソータ Hamada?)
Seiyū: Yūya Hirose
Kyōda (キョウダ Kyōda?)
Seiyū: Chiaki Kobayashi
Shinozuka (シノヅカ Shinozuka?)
Seiyū: Fukushi Ochiai
Banda-kun (バンダ君 Banda-kun?)
Seiyū: Eiji Takemoto
King (王 Ō?)
Seiyū: Yoshitsugu Matsuoka
Keiichi (ケーイチ Keiichi?)
Seiyū: Ryūichi Kijima

## Media

### Manga
FLIPFLOPs lanzó la serie en la edición de enero de 2013 de la revista Bessatsu Shōnen Champion de Akita Shoten el 12 de diciembre de 2012.
La serie se ha compilado en 30 volúmenes hasta el 5 de enero de 2024. El manga ha entrado en el arco final el 11 de enero de 2020.
| N.º | Fecha de lanzamiento    | ISBN original          |
| --- | ----------------------- | ---------------------- |
| 1   | 7 de junio de 2013      | ISBN 978-4-253-22188-7 |
| 2   | 8 de octubre de 2013    | ISBN 978-4-253-22189-4 |
| 3   | 7 de febrero de 2014    | ISBN 978-4-253-22190-0 |
| 4   | 8 de julio de 2014      | ISBN 978-4-253-22191-7 |
| 5   | 7 de noviembre de 2014  | ISBN 978-4-253-22192-4 |
| 6   | 6 de marzo de 2015      | ISBN 978-4-253-22193-1 |
| 7   | 7 de agosto de 2015     | ISBN 978-4-253-22194-8 |
| 8   | 8 de diciembre de 2015  | ISBN 978-4-253-22195-5 |
| 9   | 6 de mayo de 2016       | ISBN 978-4-253-22196-2 |
| 10  | 7 de octubre de 2016    | ISBN 978-4-253-22197-9 |
| 11  | 6 de enero de 2017      | ISBN 978-4-253-22198-6 |
| 12  | 8 de mayo de 2017       | ISBN 978-4-253-22199-3 |
| 13  | 6 de octubre de 2017    | ISBN 978-4-253-22200-6 |
| 14  | 8 de marzo de 2018      | ISBN 978-4-253-22207-5 |
| 15  | 8 de agosto de 2018     | ISBN 978-4-253-22212-9 |
| 16  | 8 de noviembre de 2018  | ISBN 978-4-253-22215-0 |
| 17  | 8 de marzo de 2019      | ISBN 978-4-253-22212-9 |
| 18  | 8 de julio de 2019      | ISBN 978-4-253-22215-0 |
| 19  | 6 de diciembre de 2019  | ISBN 978-4-253-22219-8 |
| 20  | 6 de marzo de 2020      | ISBN 978-4-253-22220-4 |
| 21  | 6 de agosto de 2020     | ISBN 978-4-253-22227-3 |
| 22  | 8 de diciembre de 2020  | ISBN 978-4-253-22230-3 |
| 23  | 7 de mayo de 2021       | ISBN 978-4-253-22318-8 |
| 24  | 8 de septiembre de 2021 | ISBN 978-4-253-22319-5 |
| 25  | 7 de enero de 2022      | ISBN 978-4-253-22320-1 |
| 26  | 8 de junio de 2022      | ISBN 978-4-253-22320-1 |
| 27  | 8 de diciembre de 2022  | ISBN 978-4-253-28212-3 |
| 28  | 8 de junio de 2023      | ISBN 978-4-253-28213-0 |
| 29  | 7 de septiembre de 2023 | ISBN 978-4-253-28214-7 |
| 30  | 5 de enero de 2024      | ISBN 978-4-253-28215-4 |

### Recepción
La descripción del vigésimo quinto volumen recopilatorio del manga escrito e ilustrado por FLIPFLOPs, Darwin’s Game, reveló que la franquicia literaria ha superado las 7 millones de copias en circulación acumuladas. El conteo incluye el tiraje inicial de este próximo volumen y las copias digitales vendidas hasta la fecha.

### Anime
La adaptación al anime fue anunciada en el 16.º volumen del manga el 8 de noviembre de 2018. La serie es dirigida por Yoshinobu Tokumoto con guion de Shū Miyama, el escritor del dúo FLIPFLOPs y también creador original del manga, con animación del estudio Nexus y diseños de personajes de Kazuya Nakanishi. Kenichirō Suehiro es el compositor de la música. La serie se estrenó el 3 de enero de 2020 en Tokyo MX y otros canales. ASCA interpreta el tema de apertura de la serie CHAIN, mientras que Mashiro Ayano interpreta el tema de cierre Alive.

#### Lista de episodios
| Episodios              | Episodios                                                          | Episodios             |
| Número                 | Título                                                             | Fecha de estreno      |
| ---------------------- | ------------------------------------------------------------------ | --------------------- |
| 1                      | «Primer juego» «Fāsutogēmu» (ファーストゲーム)                     | 3 de enero de 2020    |
| 2                      | «Mina de piedras preciosas» «Jemusutōnmain» (ジェムストーンマイン) | 10 de enero de 2020   |
| 3                      | «Encendido» «Igunisshon» (イグニッション)                          | 17 de enero de 2020   |
| 4                      | «Fuegos artificiales» «Faiāwākusu» (ファイアーワークス)            | 24 de enero de 2020   |
| 4.5 "Edición especial" | «Línea de registro» «Rogu rain» (ログライン)                       | 31 de enero de 2020   |
| 5                      | «Acuario» «Akuariumu» (アクアリウム)                               | 7 de febrero de 2020  |
| 6                      | «Dureza» «Hādonesu» (ハードネス)                                   | 14 de febrero de 2020 |
| 7                      | «Octavo» «Eisu» (エイス)                                           | 21 de febrero de 2020 |
| 8                      | «Frágil» «Furajairu» (フラジャイル)                                | 28 de febrero de 2020 |
| 9                      | «Duelo» «Hezzu Appu» (へっず あっぷ)                               | 6 de marzo de 2020    |
| 10                     | «El viejo» «Ōrudo Wan» (オールドワン)                              | 13 de marzo de 2020   |
| 11                     | «Cuervos al atardecer» «Sansetto Rēbenzu» (サンセットレーベンズ)   | 20 de marzo de 2020   |